# Casapesenna
Casapesenna är en ort och kommun i provinsen Caserta i regionen Kampanien i Italien. Kommunen hade 7 066 invånare (2017).